# Gribiche (film)
Gribiche è un film muto del 1926, diretto da Jacques Feyder.
Protagonista della storia è l'attore bambino Jean Forest, "scoperto" sulle strade di Montmartre dal regista Jacques Feyder e già segnalatosi all'attenzione del pubblico e della critica per la sua interpretazione nei film Crainquebille (1922) e Visages d'enfants (1925), diretti dallo stesso regista. Al fianco di Jean Forest è l'attrice francese Françoise Rosay, moglie del regista, qui nel primo importante ruolo da protagonista della sua lunga e fortunata carriera cinematografica.
Il film mette a contrasto il mondo freddo e cinico dell'alta società con quello vivo e vibrante delle classi popolari, che uscite dalla povertà si affacciano ora come protagoniste della nuova società francese.
Come tipico nei film di Feyder, il film contiene suggestive riprese di esterni delle vie di Parigi. Altrettanto notevoli sono gli interni, girati negli studi di Films Albatros a Montreuil (Senna-Saint-Denis), avvalendosi delle splendide scenografie Art déco di Lazare Meerson ispirate alle decorazioni del palazzo Stoclet a Bruxelles.
Il film riscosse un ottimo successo di pubblico, nonostante alcune riserve da parte della critica per alcuni eccessi sentimentali della vicenda e un certo didascalismo nella critica sociale.

## Trama
Un ragazzino di 13 anni, Antoine Belot detto Gribiche, vive con la madre, vedova di guerra e impiegata in una fabbrica, la vita modesta ma dignitosa della classe lavoratrice parigina. È notato da una ricca vedova americana, cui ha restituito il portafoglio perduto rifiutando ogni ricompensa. La vedova che appartiene all'alta società parigina è attivamente impegnata in attività filantropiche e si offre di adottare il ragazzo. Gribiche è soddisfatto della propria vita, ma accetta l'offerta perché convinto che la propria presenza sia un ostacolo alla madre di trovare nuovamente marito.
L'impatto con il mondo freddo e distaccato dell'alta società parigina si rivela però troppo duro da sopportare. Gribiche, "esibito" dalla nuova madre come un trofeo delle sue benemerenze filantropiche, sente sempre più forte la mancanza della propria madre, degli amici e dell'ambiente vivo e solidale nel quale è cresciuto. La sua disperazione cresce nell'apprendere che nel frattempo sua madre si è risposata senza neppure invitarlo alle nuove nozze.
Alla fine, di fronte alla proibizione di partecipare alle tradizionali celebrazioni per il 14 luglio per le strade di Parigi, Gribiche fugge per tornare a casa dove è accolto a braccia aperte dalla madre e dal nuovo marito. La vedova americana si sente dapprima tradita da quello che percepisce come un atto di ingratitudine ma poi comprende le ragioni del ragazzo e della madre e li accoglie quando essi si recano a trovarla e promette loro che continuerà a sostenere il ragazzo nei suoi studi.

## Produzione
Il film fu prodotto in Francia da Films Albatros.

## Distribuzione
Distribuito da Pathé, dopo la première parigina del 15 marzo 1926 il film uscì nelle sale cinematografiche francesi il 2 aprile 1926 e quindi il 22 dicembre 1926 negli Stati Uniti con il titolo Mother of Mine.

## Preservazione
Nel 1958, la Cinémathèque française acquisì i diritti e gli elementi sopravvissuti delle produzioni di Albatros, tra cui Gribiche. Nel 1987, il film è stato ricostruito usando il nitrato negativo della versione di esportazione del film; è stata quindi eseguita una stampa master e sono stati reintrodotti i titoli originali. Una nuova edizione è stata prodotta nel 2008, utilizzando due ulteriori copie originali di nitrato colorato.